# Ballana telora
Ballana telora är en insektsart som beskrevs av Delong 1964. Ballana telora ingår i släktet Ballana och familjen dvärgstritar. Inga underarter finns listade i Catalogue of Life.